# Saison 2018 de l'équipe cycliste Astana
La saison 2018 de l'équipe cycliste Astana est la douzième de cette équipe.

## Préparation de la saison 2018

### Sponsors et financement de l'équipe
L'équipe Astana est principalement financée par le fonds souverain Samrouk-Kazyna, et fait à ce titre partie de « Astana Presidential », qui regroupe les équipes et clubs de sport financés par ce fonds.
Le manager de l'équipe, Alexandre Vinokourov, révèle cependant dans une interview publiée le 24 février que ces fonds ne sont plus versés depuis le début d'année. L'équipe Astana fonctionne alors sur ses réserves et les coureurs ne perçoivent pas leur salaire,.

### Arrivées et départs
Alors que la plupart des équipes World Tour réduisent leur effectif en 2018 en réaction à la baisse du nombre de coureurs par équipes dans les grands tours, l'équipe Astana passe de 29 coureurs en 2017 à 30 cette saison. Quatre coureurs quittent l'équipe. Le principal départ est celui de Fabio Aru vers UAE Team Emirates. Après Vincenzo Nibali, Astana perd ses deux vainqueurs de grands tours en deux intersaisons. Matti Breschel part EF Education First, Paolo Tiralongo met fin à sa carrière et Arman Kamyshev n'est pas conservé. Enfin, Astana a été endeuillée par la mort de Michele Scarponi en avril 2017.
Six recrues viennent compenser ces départs : Magnus Cort Nielsen, Omar Fraile, Jan Hirt, Hugo Houle, Davide Villella et Yevgeniy Gidich, issu de l'équipe formatrice Vino-Astana Motors.
| Arrivées            | Équipe 2017           |
| ------------------- | --------------------- |
| Magnus Cort Nielsen | Orica-Scott           |
| Omar Fraile         | Dimension Data        |
| Yevgeniy Gidich     | Vino-Astana Motors    |
| Jan Hirt            | CCC Sprandi Polkowice |
| Hugo Houle          | AG2R La Mondiale      |
| Davide Villella     | Cannondale-Drapac     |

| Départs          | Équipe 2018           |
| ---------------- | --------------------- |
| Fabio Aru        | UAE Emirates          |
| Matti Breschel   | EF Education First    |
| Arman Kamyshev   |                       |
| Michele Scarponi | Mort le 22 avril 2017 |
| Paolo Tiralongo  | Retraite              |

### Objectifs
Miguel Ángel López et Jakob Fuglsang sont les leaders de l'équipe pour les grands tours. Fuglsang a affirmé son ambition pour le Tour de France. Le manager Alexandre Vinokourov a toutefois dit son intention d'y faire débuter López.

## Coureurs et encadrement technique

### Effectif
L'effectif de l'équipe Astana en 2018 compte trente coureurs.
| Cycliste             | Date de naissance | Nationalité | Équipe 2017           |  |
| -------------------- | ----------------- | ----------- | --------------------- |  |
| Peio Bilbao          | 25 février 1990   | Espagne     | Astana                |  |
| Zhandos Bizhigitov   | 10 juin 1991      | Kazakhstan  | Astana                |  |
| Dario Cataldo        | 15 mars 1985      | Italie      | Astana                |  |
| Sergey Chernetskiy   | 9 avril 1990      | Russie      | Astana                |  |
| Magnus Cort Nielsen  | 16 janvier 1993   | Danemark    | Orica-Scott           |  |
| Laurens De Vreese    | 29 septembre 1988 | Belgique    | Astana                |  |
| Daniil Fominykh      | 28 août 1991      | Kazakhstan  | Astana                |  |
| Omar Fraile          | 17 juillet 1990   | Espagne     | Dimension Data        |  |
| Jakob Fuglsang       | 22 mars 1985      | Danemark    | Astana                |  |
| Oscar Gatto          | 1er janvier 1985  | Italie      | Astana                |  |
| Yevgeniy Gidich      | 19 mai 1996       | Kazakhstan  | Vino-Astana Motors    |  |
| Andriy Grivko        | 7 août 1983       | Ukraine     | Astana                |  |
| Dmitriy Gruzdev      | 10 juin 1991      | Kazakhstan  | Astana                |  |
| Jesper Hansen        | 23 octobre 1990   | Danemark    | Astana                |  |
| Jan Hirt             | 21 janvier 1991   | Tchéquie    | CCC Sprandi Polkowice |  |
| Hugo Houle           | 27 septembre 1990 | Canada      | AG2R La Mondiale      |  |
| Tanel Kangert        | 11 mars 1987      | Estonie     | Astana                |  |
| Truls Engen Korsæth  | 16 septembre 1993 | Norvège     | Astana                |  |
| Bakhtiyar Kozhatayev | 28 mars 1992      | Kazakhstan  | Astana                |  |
| Miguel Ángel López   | 4 février 1994    | Colombie    | Astana                |  |
| Alexey Lutsenko      | 7 septembre 1992  | Kazakhstan  | Astana                |  |
| Riccardo Minali      | 19 avril 1995     | Italie      | Astana                |  |
| Moreno Moser         | 25 décembre 1990  | Italie      | Astana                |  |
| Luis León Sánchez    | 24 novembre 1983  | Espagne     | Astana                |  |
| Nikita Stalnov       | 14 septembre 1991 | Kazakhstan  | Astana                |  |
| Ruslan Tleubayev     | 7 mars 1987       | Kazakhstan  | Astana                |  |
| Michael Valgren      | 7 février 1992    | Danemark    | Astana                |  |
| Davide Villella      | 27 juin 1991      | Italie      | Cannondale-Drapac     |  |
| Artyom Zakharov      | 27 octobre 1991   | Kazakhstan  | Astana                |  |
| Andrey Zeits         | 14 décembre 1986  | Kazakhstan  | Astana                |  |

- Stagiaire

À partir du 1er août 2018
| Coureur               | Date de naissance | Nationalité | Équipe                          |
| --------------------- | ----------------- | ----------- | ------------------------------- |
| Jonas Gregaard Wilsly | 30 juillet 1996   | Danemark    | Riwal CeramicSpeed Cycling Team |

### Encadrement
Alexandre Vinokourov est manager de l'équipe depuis 2013. Huit directeurs sportifs encadrent les coureurs : Dmitriy Fofonov, Bruno Cenghialta, Giuseppe Martinelli, Dimitri Sedun, Alexandr Shefer, Sergueï Yakovlev, Stefano Zanini et Lars Michaelsen.

## Bilan de la saison

### Victoires
| Date       | Course                                        | Pays        | Classe | Vainqueur           |
| ---------- | --------------------------------------------- | ----------- | ------ | ------------------- |
| 10/02/2018 | Tour de Murcie                                | Espagne     | 1.1    | Luis León Sánchez   |
| 16/02/2018 | 4e étape du Tour d'Oman                       | Oman        | 2.HC   | Magnus Cort Nielsen |
| 17/02/2018 | 5e étape du Tour d'Oman                       | Oman        | 2.HC   | Miguel Ángel López  |
| 18/02/2018 | Classement général du Tour d'Oman             | Oman        | 2.HC   | Alexey Lutsenko     |
| 24/02/2018 | Circuit Het Nieuwsblad                        | Belgique    | 1.UWT  | Michael Valgren     |
| 19/03/2018 | 2e étape du Tour de Langkawi                  | Malaisie    | 2.HC   | Riccardo Minali     |
| 21/03/2018 | 4e étape du Tour de Langkawi                  | Malaisie    | 2.HC   | Riccardo Minali     |
| 06/04/2018 | 5e étape du Tour du Pays basque               | Espagne     | 2.UWT  | Omar Fraile         |
| 15/04/2018 | Amstel Gold Race                              | Pays-Bas    | 1.UWT  | Michael Valgren     |
| 16/04/2018 | 1re étape du Tour des Alpes                   | Italie      | 2.HC   | Pello Bilbao        |
| 17/04/2018 | 2e étape du Tour des Alpes                    | Italie      | 2.HC   | Miguel Ángel López  |
| 19/04/2018 | 4e étape du Tour des Alpes                    | Italie      | 2.HC   | Luis León Sánchez   |
| 25/04/2018 | 1re étape du Tour de Romandie                 | Suisse      | 2.UWT  | Omar Fraile         |
| 28/04/2018 | 4e étape du Tour de Romandie                  | Suisse      | 2.UWT  | Jakob Fuglsang      |
| 04/05/2018 | 2e étape du Tour de Yorkshire                 | Royaume-Uni | 2.HC   | Magnus Cort Nielsen |
| 09/06/2018 | 6e étape du Critérium du Dauphiné             | France      | 2.UWT  | Peio Bilbao         |
| 20/06/2018 | Championnat d'Ukraine du contre-la-montre     | Ukraine     | CN     | Andriy Grivko       |
| 27/06/2018 | Championnat du Kazakhstan du contre-la-montre | Kazakhstan  | CN     | Daniil Fominykh     |
| 28/06/2018 | Championnat d'Estonie du contre-la-montre     | Estonie     | CN     | Tanel Kangert       |
| 01/07/2018 | Championnat du Kazakhstan sur route           | Kazakhstan  | CN     | Alexey Lutsenko     |
| 12/07/2018 | 6e étape du Tour d'Autriche                   | Autriche    | 2.1    | Alexey Lutsenko     |
| 21/07/2018 | 14e étape du Tour de France                   | France      | 2.UWT  | Omar Fraile         |
| 22/07/2018 | 15e étape du Tour de France                   | France      | 2.UWT  | Magnus Cort Nielsen |
| 9/08/2018  | 3e étape du Tour de Burgos                    | Espagne     | 2.HC   | Miguel Ángel López  |
| 17/08/2018 | 5e étape du BinckBank Tour                    | Belgique    | 2.UWT  | Magnus Cort Nielsen |
| 19/08/2018 | Classement général de l'Arctic Race of Norway | Norvège     | 2.HC   | Sergey Chernetskiy  |
| 29/09/2018 | 1re étape du Tour d'Almaty                    | Kazakhstan  | 2.1    | Davide Villella     |
| 30/09/2018 | 2e étape du Tour d'Almaty                     | Kazakhstan  | 2.1    | Luis León Sánchez   |
| 30/09/2018 | Classement général du Tour d'Almaty           | Kazakhstan  | 2.1    | Davide Villella     |
| 12/10/2018 | 4e étape du Tour de Turquie                   | Turquie     | 2.UWT  | Alexey Lutsenko     |

### Résultats sur les courses majeures
Les tableaux suivants représentent les résultats de l'équipe dans les principales courses du calendrier international (les cinq classiques majeures et les trois grands tours). Pour chaque épreuve est indiqué le meilleur coureur de l'équipe, son classement ainsi que les accessits glanés par Dimension Data sur les courses de trois semaines.

#### Classiques
| Classique            | Milan-San Remo           | Tour des Flandres         | Paris-Roubaix             | Liège-Bastogne-Liège | Tour de Lombardie   |
| -------------------- | ------------------------ | ------------------------- | ------------------------- | -------------------- | ------------------- |
| Coureur (classement) | Magnus Cort Nielsen (8e) | Magnus Cort Nielsen (20e) | Truls Engen Korsæth (33e) | Jakob Fuglsang (10e) | Dario Cataldo (16e) |

#### Grands tours
| Grand tour           | Tour d'Italie                                     | Tour de France                                          | Tour d'Espagne          |
| -------------------- | ------------------------------------------------- | ------------------------------------------------------- | ----------------------- |
| Coureur (classement) | Miguel Ángel López (3e)                           | Jakob Fuglsang (12e)                                    | Miguel Ángel López (3e) |
| Accessits            | Classement du meilleur jeune (Miguel Ángel López) | 2 victoires d'étapes (Omar Fraile, Magnus Cort Nielsen) | -                       |